# Fred van Lieburg
Fred van Lieburg (Rotterdam, 19 juni 1967) is een Nederlands historicus gespecialiseerd in religie, in het bijzonder het protestantisme.
Van Lieburg is verbonden aan de Vrije Universiteit. Hij is daar hoogleraar religiegeschiedenis aan de Faculteit der Geesteswetenschappen. Van Lieburg heeft een bijzondere belangstelling voor de geschiedenis van het calvinisme, het piëtisme, het Réveil en de Biblebelt. Samen met Joris van Eijnatten schreef hij Nederlandse religiegeschiedenis, een overzicht van 2000 jaar geschiedenis van religie in Nederland. 
Van Lieburg was mededirecteur van ReLiC, het VU-Centrum voor Nederlandse Religiegeschiedenis, en is directeur van het  HDC Centre for Religious History aan de Vrije Universiteit.